# Wagenkipf
Der Wagenkipf, auch als Kipfel, Wagenspreet oder Wagenrunge bezeichnet, ist in der Heraldik eine gemeine Figur.
Dargestellt wird der Wagenteil, der die langen hölzernen, später stählernen Rungen zeigt, die an den Wagenseiten paarweise links und rechts nach oben zeigend eingesteckt werden oder fest verbunden sind, um die Ladung gegen seitliches Herunterrutschen abzusichern. Der Wappenausschnitt beschränkt sich auf ein Rungenpaar.
Die Tingierung erfolgt nach den heraldischen Regeln. Der Wagenkipf ist zumeist mit anderen Heroldsbildern im Schild kombiniert.
Im Wappen von Kipfenberg ist die Wappenfigur redend.
Aus ihm entstanden folgende Familiennamen:
- Kipfstuhl
- Kippstuhl
- Kipf

## Beispiele

Kipfenberg
Uffing am Staffelsee
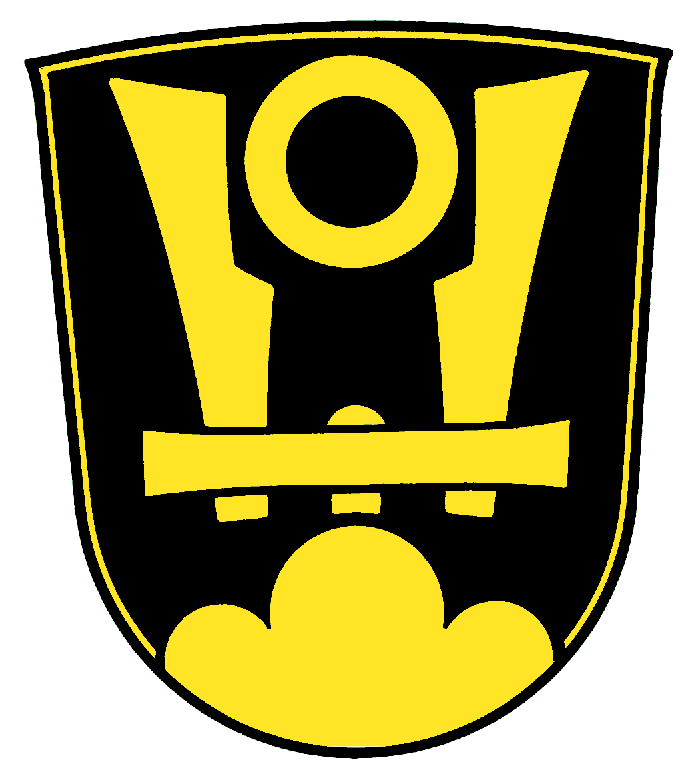
Willofs (Obergünzburg)(eingemeindet)
Eglfing